# John Hannah (attore)
John David Hannah (East Kilbride, 23 aprile 1962) è un attore britannico.
Noto caratterista britannico, è conosciuto al grande pubblico per i suoi ruoli nella trilogia de La mummia, nelle commedie Quattro matrimoni e un funerale e  Sliding Doors e nella serie tv Spartacus.

## Biografia
Nativo di East Kilbride, in Scozia, dopo aver finito gli studi ha fatto apprendistato per diventare elettricista. A East Kilbride ha partecipato all'East Kilbride Rep Theatre Club, e dopo aver finito l'apprendistato ha studiato alla Royal Scottish Academy of Music and Drama, dove si è diplomato. Hannah ha lavorato per il cinema in film come Quattro matrimoni e un funerale, La mummia, Sliding Doors, la televisione in serie quali Alias e Frasier, e per il teatro.
Nel 1997 ha fondato insieme al produttore Murray Ferguson una compagnia di produzione, la Clerkenwell Films. Hannah si è sposato nel 1996 con l'attrice Joanna Roth, e ha due gemelli, Gabriel e Astrid, nati nel 2004. Hannah è molto attivo nelle opere di carità.
Nel 2008 ritorna nel ruolo di Jonathan nel terzo capitolo de La mummia: La mummia - La tomba dell'Imperatore Dragone accanto a Brendan Fraser per la regia di Rob Cohen. L'attore ha firmato per altri due sequel, tra cui il quarto in pre-produzione. Ha fatto parte del cast della serie televisiva Spartacus.
Ha lavorato nella serie televisiva "Rapimento e Riscatto", con la quale si misura nuovamente con un personaggio ambiguo tendente al malvagio, come Batiatus nella serie televisiva Spartacus.
Nei primi anni duemila ha rivestito i panni del più famoso personaggio di Ian Rankin, il tormentato John Rebus, ispettore di polizia di Edimburgo.
È considerato dalla critica come uno dei migliori attori scozzesi attualmente in vita.

## Filmografia

### Cinema
- Quattro matrimoni e un funerale (Four Weddings and a Funeral), regia di Mike Newell (1994)
- Madagascar Skin, regia di Chris Newby (1995)
- The Final Cut, regia di Roger Christian (1995)
- The Innocent Sleep, regia di Scott Michell (1996)
- The James Gang, regia di Mike Barker (1997)
- Un inguaribile romantico (So This Is Romance?), regia di Kevin W. Smith (1998)
- Resurrection Man, regia di Marc Evans (1998)
- Sliding Doors, regia di Peter Howitt (1998)
- The Intruder, regia di David Bailey (1999)
- Hurricane - Il grido dell'innocenza (The Hurricane), regia di Norman Jewison (1999)
- La mummia (The Mummy), regia di Stephen Sommers (1999)
- Pandaemonium, regia di Julien Temple (2000)
- Circus, regia di Rob Walker (2000)
- La mummia - Il ritorno (The Mummy Returns), regia di Stephen Sommers (2001)
- Camouflage - Professione detective (Camouflage) (2001)
- Dr. Jekyll and Mr Hyde, regia di Maurice Phillips (2002)
- I'm with Lucy, regia di Jon Sherman (2002)
- Before You Go, regia di Lewis Gilbert (2002)
- La parola all'accusa (I Accuse), regia di John Ketcham (2003)
- Male Mail (2004)
- Ghost Son, regia di Lamberto Bava (2006)
- L'ultima legione (The Last Legion), regia di Doug Lefler (2007)
- La mummia - La tomba dell'Imperatore Dragone (The Mummy: Tomb of the Dragon Emperor), regia di Rob Cohen (2008)
- The Words, regia di Brian Klugman e Lee Sternthal (2012)
- The Christmas Candle, regia di John Stephenson (2013)
- Shooting for Socrates, regia di James Erskine (2014)
- Ping Pong Summer, regia di Michael Tully (2014)
- Bone in the Throat, regia di Graham Henman (2015)
- Love of My Life, regia di Joan Carr-Wiggin (2017)
- Scorched Earth - Cacciatrice di taglie (Scorched Earth), regia di Peter Howitt (2018)
- Overboard, regia di Rob Greenberg (2018)
- The Garden of Evening Mists, regia di Tom Lin Shu-yu (2019)
- This Time Nex Year - Cosa fai a Capodanno? (This Time Next Year), regia di Nick Moore (2024)

### Televisione
- Boon – serie TV, 3 episodi (1990)
- Taggart – serie TV, 1 episodio (1990)
- Metropolitan Police (The Bill) – serie TV, 1 episodio (1992)
- Between the Lines – serie TV, 1 episodio (1992)
- Out of the Blue – serie TV, 6 episodi (1995)
- Il ritorno del maggiolino tutto matto (The Love Bug), regia di Peyton Reed – film TV (1997)
- McCallum – serie TV, 8 episodi (1998)
- Alias – serie TV, 2 episodi (2001)
- MDs – serie TV, 10 episodi (2002)
- Carnivàle – serie TV, 2 episodi (2003)
- Frasier – serie TV, 1 episodio (2003)
- Miss Marple (Agatha Christie's Marple) – serie TV, episodio 1x03  (2004)
- Rebus – serie TV, 4 episodi (2004)
- Sea of Souls – serie TV, 2 episodi (2005)
- New Street Law – serie TV, 14 episodi (2006-2007)
- Poirot – serie TV, episodio 11x04 (2008)
- Spartacus – serie TV, 13 episodi (2010)
- Rapimento e riscatto (Kidnap And Ransom) – serie TV, 2 episodi (2011)
- Spartacus - Gli dei dell'arena (Spartacus: Gods of the Arena) – miniserie TV, 6 puntate (2011)
- A Touch of Cloth – serie TV, 6 episodi (2012)
- Damages – serie TV, 10 episodi (2012)
- Elementary – serie TV, episodio 1x15 (2013)
- Atlantis – serie TV, 3 episodi (2013-2015)
- The Widower – miniserie TV, 2 puntate (2014)
- Agents of S.H.I.E.L.D. – serie TV, 23 episodi (2016-2017)
- Dirk Gently - Agenzia di investigazione olistica (Dirk Gently's Holistic Detective Agency) – serie TV, 8 episodi (2017)
- The Victim – miniserie TV, 4 puntate (2019)
- Trust Me – serie TV, 4 episodi (2019)
- Transplant – serie TV, 27 episodi (2020-2024)
- The Last of Us – serie TV, episodio 1x01 (2023)
- Black Mirror – serie TV, episodio 6x02 (2023)

## Doppiatori italiani
Nelle versioni in italiano delle opere in cui ha recitato, John Hannah è stato doppiato da:
- Stefano Benassi in La mummia, I'm with Lucy, La mummia - Il ritorno, La mummia - La tomba dell'Imperatore Dragone, Scorched Earth – Cacciatrice di taglie, Transplant, The Victim
- Enrico Di Troia in Sliding Doors, Hurricane - Il grido dell'innocenza, Ghost Son, Agents of S.H.I.E.L.D, Trust Me, Black Mirror
- Franco Mannella in Spartacus, Spartacus - Gli dei dell'arena, Dirk Gently - Agenzia di investigazione olistica
- Roberto Pedicini in Miss Marple, Poirot
- Mauro Gravina in Quattro matrimoni e un funerale, The Last of Us
- Massimo Lodolo ne Il ritorno del maggiolino tutto matto
- Vladimiro Conti in Frasier
- Danilo De Girolamo in Rebus
- Andrea Ward in Carnivàle
- Gaetano Varcasia in L'ultima legione
- Roberto Chevalier in Atlantis
- Sergio Lucchetti in Damages
- Pasquale Anselmo in This Time Next Year - Cosa fai a Capodanno?